# Micro-région de Dunaújváros
La micro-région de Dunaújváros (en hongrois : dunaújvárosi kistérség) est une micro-région statistique hongroise rassemblant plusieurs localités autour de Dunaújváros.